# Aprile a Parigi
Aprile a Parigi (April in Paris) è un film del 1952 diretto da David Butler.

## Trama
Una serie di equivoci porta una corista a Parigi dove dovrà rappresentare il teatro americano, qui si innamora di un burocrate confuso.